# Oberea jordani
Oberea jordani là một loài bọ cánh cứng trong họ Cerambycidae.